# ديزيريه هنري
ديزيريه هنري (بالفرنسية: Desirèe Henry)‏ هي عداءة مسافات قصيرة فرنسية ولدت في يوم 26 أغسطس 1995 في لندن. أبرز إنجازاتها هو فوزها بالميدالية البرونزية في سباق 4*100 متر تتابع مع الفريق البريطاني في دورة الألعاب الأولمبية الصيفية 2016 في ريو دي جانيرو. كما فازت بالميدالية الفضية بنفس السباق في بطولة العالم لألعاب القوى 2017 في لندن وفازت أيضاً بالميدالية البرونزية في سباق 4*100 متر في بطولة أوروبا لألعاب القوى 2014 في زيورخ.